# Mary-Dell Chilton
Mary-Dell Chilton (nascuda el 2 de febrer de 1939 a Indianàpolis, Indiana) és una de les fundadores de la biotecnologia vegetal moderna.

## Biografia

### Formació acadèmica
Chilton va estudiar en una escola privada els primers anys.Va completar la seva llicenciatura i doctorat en química a la Universitat d'Illinois a Urbana-Champaign.Més tard va completar el seu treball postdoctoral a la Universitat de Washington.

### Carrera investigadora
Chilton va ensenyar i va investigar a la Universitat Washington a Saint Louis.Mentre estava a la universitat a finals dels anys 70 i principis dels anys 80, va dirigir un estudi de recerca col·laborativa que va produir les primeres plantes transgèniques.
Chilton va ser la primera a demostrar, en 1977, la presència d'un fragment del plasmidi Ti d'Agrobacterium a l'ADN nuclear de teixit d'agalles de cereals. Les seves investigacions sobre l'Agrobacterium també van demostrar que els gens responsables de causar malaltia podrien ser eliminats del bacteri sense afectar negativament la seva capacitat d'inserir el seu propi ADN a les cèl·lules vegetals i modificar el genoma de la planta. Chilton va descriure els passos que havia seguit per desarmar el plasmidi bacterià responsable de la transferència d'ADN. Al costat dels seus col·laboradors, va produir les primeres plantes modificades genèticament fent servir Agrobacterium portador del plasmidi Ti desarmat (1983). Ha estat anomenada la "reina de l'Agrobacterium".
Chilton és coautora de més de cent publicacions científiques. És una Distinguished Science Fellow a l'empresa Syngenta Biotechnology, Inc. Va començar la seva carrera en el món empresarial el 1983 amb Ciba-Geigy Corporation (una empresa del grup Syngenta).

## Premis i honors
Per la seva tasca amb l'Agrobacterium tumefaciens, ha estat reconeguda amb un doctorat honorífic de la Universitat de Lovaina, la medalla John Scott de la ciutat de Filadèlfia, membre de l'Acadèmia Nacional de Ciències dels Estats Units i la medalla Benjamin Franklin en ciències de la vida de l'Institut Franklin.
Va ser guardonada per la Crop Science Society of America el 2011 amb el premi presidencial de l'organització.
En reconeixement dels seus nombrosos èxits, el 2002 Syngenta va anunciar la creació d'el Centre Mary-Dell Chilton - un centre de conferències i administratiu que es va afegir a les instal·lacions de l'empresa al Research Triangle Park, ubicat a Carolina del Nord.
El juny de 2013 fou nominada al prestigiós Premi Mundial de l'Alimentació.
El 2015, Chilton va ser triada per al National Inventors Hall of Fame.